# James Oswald
James Oswald (Regno Unito, 22 luglio 1967) è un allevatore e scrittore britannico di romanzi thriller.

## Biografia
La sua attività principale è quella di scrittore. All'inizio della sua carriera ha iniziato a pubblicare in proprio; attualmente pubblica tramite la casa editrice Penguin. Ha scritto diverse serie, tra le quali la più famosa è quella dell'ispettore McLean.
Nel tempo libero gestisce un allevamento di bestiame di 350 acri nel North East Fife, dove alleva i bovini della razza highlander e le pecore della razza Romney della Nuova Zelanda.

## Opere

### Serie dell'Ispettore McLean
1. Nel nome del male (Natural Causes, 2012), Giunti Editore 2015, ISBN 9788809820067
2. Il libro del male (The Book of Souls, 2012), Giunti Editore 2015, ISBN 9788809820098
3. The Hangman’s Song, 2014
4. Dead Men’s Bones, 2014
5. Prayer For The Dead, 2015
6. The Damage Done, 2016
7. Written in Bones, 2017
8. The Gathering Dark, 2018
9. Cold As The Grave, 2019
10. Bury Them Deep, 2020
11. What Will Burn, 2021
12. All That Lives, 2022

### Serie Constance Fairchild
1. No Time To Cry, 2018
2. Nothing To Hide, 2019
3. Nowhere To Run, 2021

### Serie The Ballad of Sir Benfro
1. Dreamwalker, 2012
2. The Rose Cord, 2012
3. The Golden Cage, 2012
4. The Broken World, 2015
5. The Obsidian Throne